# Jens Kruppa
Jens Kruppa (ur. 3 czerwca 1976 we Freitalu) – niemiecki pływak specjalizujący się w stylu klasycznym, rekordzista Niemiec.
Największe sukcesy osiągał w sztafetach. Na Igrzyskach Olimpijskich 2000 w Sydney zdobył brązowy medal w sztafecie 4x100 m st. zmiennym, razem ze Stevem Thelokem, Thomasem Rupprathem i Torstenem Spannebergiem. Z kolei na Igrzyskach Olimpijskich 2004 w Atenach, wspólnie ze Steffenem Driesenem, Thomasem Rupprathem oraz Larsem Conradem, zdobył srebrny medal również w sztafecie 4x100 m st. zmiennym. Pływak ma w dorobku także wiele medali mistrzostw świata i Europy, zarówno na długim, jak i krótkim basenie.

## Sukcesy

### Basen 50 m
Igrzyska olimpijskie:
- 2004 4 × 100 m st. zmiennym (razem ze Stevem Thelokem, Thomasem Rupprathem, Torstenem Spannebergiem)
- 2000 4 × 100 m st. zmiennym (razem ze Steffenem Driesenem, Thomasem Rupprathem, Larsem Conradem)

Mistrzostwa świata:
- 2011 4 × 100 m st. zmiennym (razem ze Steffenem Driesenem, Thomasem Rupprathem, Torstenem Spannebergiem)

Mistrzostwa Europy:
- 1997 4 × 100 m st. zmiennym (razem z Ralfem Braunem, Thomasem Rupprathem, Christianem Trögerem)
- 2002 4 × 100 m st. zmiennym (razem ze Steffenem Driesenem, Thomasem Rupprathem, Stefanem Herbstem)

### Basen 25 m
Mistrzostwa świata:
- 1997 100 m st. klasycznym
- 1997 200 m st. klasycznym

Mistrzostwa Europy:
- 1996 100 m st. klasycznym
- 1996 4 × 50 m st. zmiennym (razem ze Stevem Thelokem, Fabianem Hieronimusem, Larsem Conradem)
- 1999 100 m st. zmiennym
- 2002 4 × 50 m st. zmiennym (razem ze Stevem Thelokem, Thomasem Rupprathem, Carstenem Dehmlowem)
- 1996 50 m st. klasycznym
- 1996 200 m st. klasycznym
- 1998 100 m st. klasycznym
- 2002 50 m st. klasycznym